# U de l'Unicorn
U de l'Unicorn (U Monocerotis) és un estel variable a la constel·lació de l'Unicorn. S'hi troba a uns 2.510 anys llum de distància del sistema solar.
U de l'Unicorn és una variable RV Tauri catalogada amb tipus espectral K0Ib, i la seva lluminositat bolomètrica aproximada és 3.800 vegades major que la lluminositat solar. El seu període fonamental de variació és de 92,26 dies, durant el qual la seva lluentor varia des de magnitud +6,10 a +8,80. És el segon estel més brillant d'aquesta classe de variables després d'R de l'Escut. El seu contingut en ferro en relació al d'hidrogen equival al 16% del trobat en el Sol.
U de l'Unicorn pertany a la subclasse dels estels RVb, els quals mostren una variació a llarg termini superposada al període fonamental. L'explicació de la variabilitat a llarg termini és incerta, encara que el model principal implica l'existència d'un sistema binari envoltat per un tor de pols que periòdicament eclipsa a l'estel RV Tauri. Els paràmetres orbitals calculats per al sistema U de l'Unicorn es corresponen amb un període de 2.597 dies i una excentricitat ε = 0,43, d'acord amb la modulació de la seva lluentor a llarg termini (2.475 dies).